# Сан-Лоренсу-ду-Байрру
Сан-Лоренсу-ду-Байрру (порт. São Lourenço do Bairro; МФА: [ˈsɐ̃w ɫo.ˈɾẽ.su du bɐ.ˈi.ʁu]) — парафія в Португалії, у муніципалітеті Анадія. Розташована в західній частині країни, на теренах історичної португальської провінції Бейра. Входить до складу округу Авейру. За адміністративним поділом, чинним до 1976 року, терени парафії були складовою провінції Берегова Бейра. Належить до Авейрівської діоцезії Католицької церкви. Патрон — святий Лаврентій. Площа — 15,3831 км². Населення — 2414 ос. (2011). Слабо урбанізований регіон. Густота населення — 156,93 осіб/км²
. Код — 010310.

## Географія

Анадія (2013)
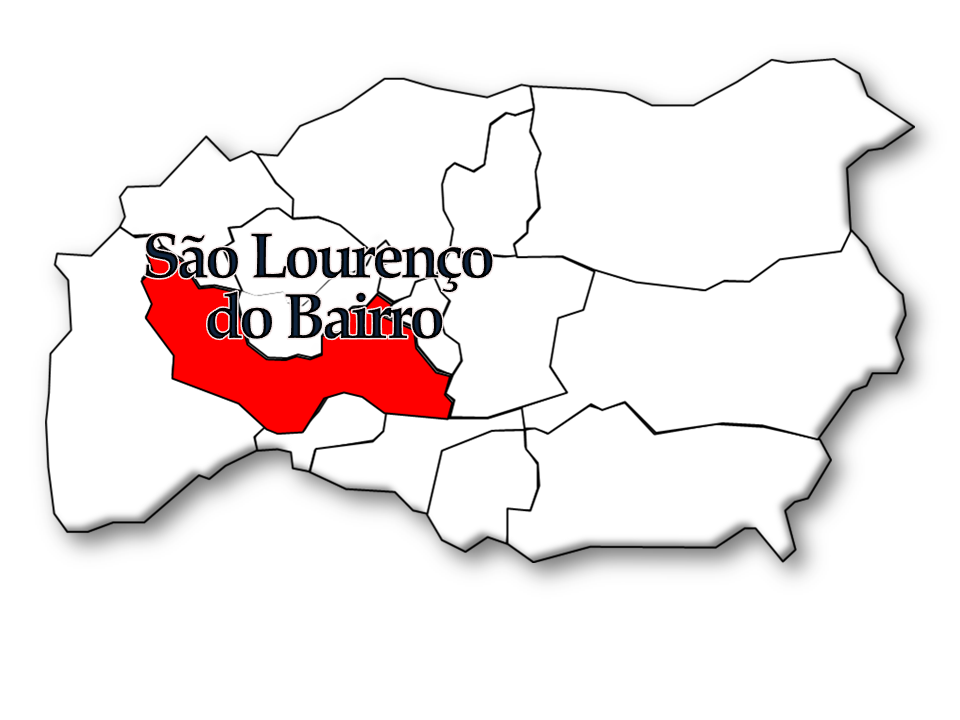
Сан-Лоренсу-ду-Байрру

## Населення
| Кількість мешканців | Кількість мешканців | Кількість мешканців | Кількість мешканців | Кількість мешканців | Кількість мешканців | Кількість мешканців | Кількість мешканців | Кількість мешканців | Кількість мешканців | Кількість мешканців | Кількість мешканців | Кількість мешканців | Кількість мешканців | Кількість мешканців |
| ------------------- | ------------------- | ------------------- | ------------------- | ------------------- | ------------------- | ------------------- | ------------------- | ------------------- | ------------------- | ------------------- | ------------------- | ------------------- | ------------------- | ------------------- |
| 1864                | 1878                | 1890                | 1900                | 1911                | 1920                | 1930                | 1940                | 1950                | 1960                | 1970                | 1981                | 1991                | 2001                | 2011                |
| 1.702               | 1.733               | 2.170               | 2.116               | 2.349               | 2.458               | 2.911               | 3.188               | 3.505               | 3.540               | 2.278               | 3.318               | 2.615               | 2.553               | 2.414               |